# Строэску, Сильвия
Сильвия Строэску (рум. Silvia Alexandra Stroescu; 8 мая 1985, Бухарест) — румынская гимнастка. Чемпион Олимпийских игр 2004 года в Афинах, чемпион мира 2001 и чемпион Европы 2004 года в командном первенстве.

## Биография
Строэску успешно выступала на юниорских соревнованиях. На Чемпионате Европы среди юниоров 2000 года в Париже она выиграла золотые медали в вольных упражнениях и упражнениях на бревне, за командное и индивидуальное многоборье получила две серебряные медали.